# Rivière Blanche Nord-Ouest (rivière Ruban)
Pour les articles homonymes, voir Rivière Blanche.
La rivière Blanche Nord-Ouest est un affluent de la rivière Blanche, coulant entièrement dans le canton de Huot, du côté ouest de la rivière Saint-Maurice, en Haute-Mauricie, en traversant les cantons de Huot, dans l'Agglomération de La Tuque, dans la région administrative de la Mauricie, dans la province de Québec, au Canada.
Ce cours d'eau fait partie du bassin versant de la rivière Saint-Maurice laquelle se déverse à Trois-Rivières sur la rive nord du fleuve Saint-Laurent.
L’activité économique du bassin versant de la rivière Blanche Nord-Ouest est la foresterie. Le cours de la rivière coule entièrement en zones forestières. La surface de la rivière est généralement gelée du début de décembre jusqu’au début d’avril. Une route forestière longe la rive nord-ouest de la partie inférieure de la rivière.

## Géographie
La rivière Blanche Nord-Ouest prend sa source à l’embouchure d’un lac sans nom (longueur : 0,3 km ; altitude : 516 m), dans le canton de Huot, dans le territoire de La Tuque. Ce lac est situé sur le flanc Est d’une montagne dont le sommet atteint 584 m.
L’embouchure de ce lac est située à 3,0 km à l'ouest de la confluence de la rivière Blanche Nord-Ouest, à 26,9 km à l'ouest du centre du village de Weymontachie et à 120 km au nord-ouest du centre-ville de La Tuque.
À partir de sa source, la rivière Blanche Nord-Ouest coule sur 6,0 km en formant un grand W, selon les segments suivants :
- 1,4 km vers le sud-est dans le canton de Huot, en dévalant la montagne sur 112 m, jusqu’au pont de la route forestière 457 ;
- 3,1 km vers le nord-ouest, puis vers le sud, jusqu’à la rive nord d’un petit lac sans nom ;
- 1,5 km vers le sud, puis en bifurquant vers le nord, en traversant trois petits lacs sans nom, jusqu’à la confluence de la rivière[1].

La rivière Blanche Nord-Ouest se déverse dans le canton de Huot, dans un coude de rivière, sur la rive ouest de la rivière Blanche à 1,9 km de la confluence de cette dernière. La rivière Blanche se déverse sur la rive nord-ouest de la rivière Ruban, un affluent de la rivière Manouane ; cette dernière se déverse sur la rive ouest de la rivière Saint-Maurice.
La confluence de la rivière Blanche Nord-Ouest est située à :
- 1,9 km au nord-ouest du terrain d’aviation de Casey ;
- 6,3 km au nord-est du centre du village du hameau de Casey (La Tuque) ;
- 38,8 km à l'est du centre du village de Parent (La Tuque) ;
- 24,1 km à l'ouest du centre du village de Weymontachie ;
- 118 km au nord-ouest du centre-ville de La Tuque.

## Toponymie
Le toponyme rivière Blanche Nord-Ouest a été officialisé le 5 décembre 1968 à la Commission de toponymie du Québec.